# Conseil suprême du cyberespace (Iran)
 (novembre 2020).
 (juillet 2025).
Le contenu est difficilement compréhensible vu les erreurs de traduction, qui sont peut-être dues à l'utilisation d'un logiciel de traduction automatique.
Le Conseil suprême du cyberespace (persan : شورای عالی فضای مجازی) est créé le 12 février 2012 par un décret du chef suprême de l'Iran, Seyyed Ali Khamenei,,,.
Les membres de ce conseil sont nommés pour une période de 4 ans; et le président du pays est considéré comme le chef de celui-ci. Le Haut-Conseil de l'informatique, le Haut-Conseil de l'information et le Haut-Conseil de l'informatique sont considérés comme les organes qui ont agi en tant que décideurs et exécutants dans le domaine mentionné avant la formation de ce conseil. 

## Membres naturels
Le Conseil suprême du cyberespace compose[Quand ?] des "membres naturels" suivants:
- Saied Reza Ameli
- Hamid Shahriari
- Reza Taghipour
- Ezzatollah Zarghami
- Mohammad Sarafraz
- Mohammad Hassan Entezari
- Mahdi Akhavan Bahabadi
- Masoud Abu-Talebi
- Kamyar Saqafi
- Rasoul Jalili[6]

## Membres légaux
Les membres légaux du Conseil suprême du cyberespace[source insuffisante] sont les suivants:
- Secrétaire du Conseil et président du Centre national du cyberespace: Abolhassan Firooz-Abadi
- Président de l'Iran : Hassan Rohani
- Liste des orateurs du Parlement iranien : Mohammad Ghalibaf
- Chef du système judiciaire iranien : Ebrahim Raïssi
- Responsable de la diffusion en république islamique d'Iran : Abdulali Ali-Asgari
- Ministre iranien des technologies de l'information et des communications : Mohammad-Javad Azari Jahromi
- Ministre du Ministère de la Culture et de l'Orientation Islamique : Seyyed Abbas Salehi
- Ministre du Ministère des sciences, de la recherche et de la technologie  : Mansour Gholami
- Ministre du Ministère de l'Éducation  : Mohsen Haji-Mirzaei
- Ministre du Ministère du renseignement : Mahmoud Alavi
- Ministre du Ministère de la défense et de la logistique des forces armées (Iran) : Amir Hatami
- Vice-président pour la science et la technologie: Sorena Sattari
- Président de la Commission culturelle de l' Assemblée consultative islamique : Ahmad Mazani
- Chef de l'Organisation islamique de développement : Mohammad Qomi
- Commandant du Corps des gardiens de la révolution islamique : Hossein Salami
- Commandant des forces de l'ordre de la république islamique d'Iran : Hossein Ashtari
- Procureur général d’Iran : Mohammad Jafar Montazeri[8]